# オーガスタス・シューツ
オーガスタス・シューツ（英語: Augustus Schutz、1689年/1693年以降 – 1757年4月26日）は、イギリスの廷臣。1727年から1757年まで国王手許金会計長官を務めた。

## 生涯
ルートヴィヒ・ユストゥス・シノルト・ゲナント・シューツ（Ludwig Justus Sinold gennant Schütz、1665年ごろ – 1710年、ヨハン・ヘルヴィヒ・シノルト・ゲナント・シューツの次男）と妻アンヌ（Anne、旧姓ド・レクール（des Lescours）、ユグノーの家系）の次男として、イングランド王国で生まれた。生年は1689年とする説と、父がイングランドに来た1693年以降とする説がある。父は1693年から1710年まで在ロンドンハノーファー特命公使を務めた外交官だった。
青年期をハノーファーの宮廷で過ごしたのち、1714年に選帝侯ゲオルク1世ルートヴィヒがジョージ1世としてグレートブリテン国王に即位すると、ジョージ1世に随行してロンドンに移住した。1715年6月21日から1718年まで王太子ジョージ（のちの国王ジョージ2世）の寝室宮内官を務め、1719年から1727年まで王太子ジョージの衣装係を務めた。1723年から1727年までは王太子妃キャロライン（のちの王妃キャロライン）の手許金会計長官を兼任した。1727年6月に王太子ジョージがジョージ2世として国王に即位すると、同年9月26日に王室衣装係および国王手許金会計長官に任命され、1757年に死去するまで務めた。
1742年に友人ジェームズ・タイレルが死去すると、タイレルからショットオーバー・パークの地所を継承した。
1757年4月26日に死去した。

## 家族
ペネロープ・マダン（Penelope Madan）と結婚して、5男3女をもうけた。
- ジョージ - 1760年11月27日から1762年10月10日まで国王ジョージ3世の寝室宮内官（英語版）を務めた[3]。1754年10月22日、ドロシア・レップス（Dorothea Repps）と結婚して[8]、4男1女をもうけたが、5人全員子供をもうけないまま死去した[1]
- スペンサー - ドロシア・アシュハースト（Dorothea Ashhurst）と結婚、子供なし[1]
- ヘンリー・マシュー（Henry Mathew、1811年以降没） - 聖職者、子供なし[1]。1760年12月12日にチャペル・ロイヤルの牧師に任命され、1811年2月1日までに辞任した[3]
- ウィリアム - 子供なし[1]
- チャールズ - 子供なし[1]
- キャロライン - 1女をもうけた[1]
- アン - トマス・ウォーウッド（英語版）と結婚、子供なし[1]
- メアリー（1771年5月21日没） - 1747年4月20日、第2代準男爵サー・ジョージ・ヴァンデプット（1717年ごろ – 1784年6月17日）と結婚、1女フランシス（Frances、1750年ごろ – 1787年2月23日）をもうけた[9]